# Самуель Майор
Самуель Майор (угор. Sámuel Major, нар. 9 січня 2002, Дебрецен, Угорщина) — угорський футболіст, півзахисник клубу «Козармішлень».

## Ігрова кар'єра

### Клубна
Самуель Майор починав займатися футболом у клубній академії «Дебрецена», до якої він приєднався у 2007 році. Через десять років Самуель переїхав до Австрії, де продовжив грати в молодіжній команді «Зальцбурга».
До сонови клубу Майор не зміг пробитися і з 2020 року грав у фарм-клубі «Зальцбурга» «Ліферінг». Разом з тим граючи в Юнацькій лізі УЄФА, де допоміг своїй команді дістатися півфіналу.
У січні 2022 року футболіст підписав контракт на два з половиною роки з клубом «Адміра Ваккер». Та вже влітку того року Майор повернувся до свого колишнього клубу «Дебрецена». Другу подовину сезону 2022/23 футболіст провів в оренді в клубі «Печ». По закінченню сезону Майор на правах вільного агента приєднався до клубу другого дивізіону «Козармішлень».

### Збірна
У 2019 році в складі юнацької збірної Угорщини (U-17) Самуель Майор брав участь у юнацькому чемпіонаті Європи в Ірландії та в юнацькому чемпіонаті світу, що проходив у Бразилії.